# Magnatune

Magnatune-Logo

Magnatune ist ein Independent-Label aus Berkeley (Kalifornien, USA). Es wurde im Frühling 2003 von John Buckman gegründet. Es unterscheidet sich von der übrigen Musikindustrie vor allem durch die Betonung des selbstgesetzten Ziels, sowohl Musiker als auch Kunden fair zu behandeln; der Firmenslogan ist “We are not evil” (deutsch „Wir sind nicht böse“). Nachdem es anfangs nur möglich war, Musik des Labels als Dateien herunterzuladen, wird seit 2004 auch die Möglichkeit angeboten, CDs zu kaufen.
Magnatune schließt mit den Musikern weder Exklusivverträge ab, noch lässt es sich das exklusive Verwertungsrecht übertragen, wie dies bei den meisten Labels der Fall ist. Stattdessen lizenziert es die Stücke und gibt den Musikern somit die Möglichkeit, ihre Musik auch bei anderen Labels anzubieten. Die Musiker erhalten 50 Prozent der Einnahmen.
Potenzielle Kunden können die Musik auf der Magnatune-Website oder über die Musikplayer Amarok ab Version 1.4.4, Clementine ab Version 0.4, Rhythmbox ab Version 0.9.8 und Banshee mit der Magnatune-Extension kostenlos und unbeschränkt probehören. Dabei handelt es sich um Alben in voller Länge, die jeweils in mittlerer (128 kb/s) oder niedriger Qualität (64 kbps) über einen Stream probegehört werden können. Bis März 2010 konnten Alben separat gekauft werden, wobei der Preis pro Album vom Kunden auf einer Skala von 4–14 Euro (bzw. 5–18 US-Dollar) selbst bestimmt werden konnte. Später wurden Alben nur noch auf Flatrate-Basis verkauft, sodass der Kunde für einen monatlichen Fixbetrag beliebig viele Alben herunterladen konnte. Mittlerweile gibt es nur noch das "Lifetime"-Modell, bei dem der Kunde für einen einmaligen Beitrag von 299 US-Dollar einen lebenslangen Zugriff auf die komplette Musikbibliothek erhält.  Entscheidet sich der Kunde, die Dateien herunterzuladen, hat er die Wahl zwischen verlustlosen Formaten wie WAV und FLAC, sowie verlustbehafteten Formaten wie MP3, Ogg Vorbis und AAC.
Magnatune versucht über eine Reihe von eher ungewöhnlichen Methoden, neue Käufer anzusprechen. Kunden werden von Magnatune explizit dazu aufgefordert, die gekauften Alben an drei Freunde weiterzugeben. Für nicht-kommerzielle Projekte, wie etwa Podcasts, ist der Einsatz sämtlicher Musik des Labels grundsätzlich kostenfrei; sie steht unter der Creative-Commons Attribution-NonCommercial-ShareAlike-Lizenz. Selbst kommerzielle Projekte, die ein geringes Budget und wenig Gewinnaussichten haben, können die Musik nach Absprache mit Magnatune kostenfrei einsetzen. Im Gegensatz zu anderen Plattformen (wie z. B. Jamendo) bietet Magnatune den Urhebern lediglich die genannte Lizenz an; die übrigen CC-Lizenzen (wie z. B. Attribution ShareAlike oder Attribution NonCommercial NoDerivs) stehen nicht zur Verfügung. Daher ist Magnatune nur für jene Musiker und Komponisten interessant, die die allgemeine kommerzielle Nutzung ihrer Werke ausschließen, Bearbeitungen unter gleicher Lizenz jedoch zulassen möchten.

## Veröffentlichungen (Auswahl)
- 2004: Drop Trio – Leap
- 2005: Daniel Berkman – Calabashmoon - The Kora Music of Daniel Berkman
- 2006: Shlomo Mintz – Mozart: The Five Violin Concertos / Sinfonia Concertante / Concertone (Wiederveröffentlichung)
- 2011: Eyot – Horizon